# دریاچه اوورگ
دریاچه اوورگ (به لاتین: Üüreg Lake) یک دریاچه در مغولستان است.